# Consumo

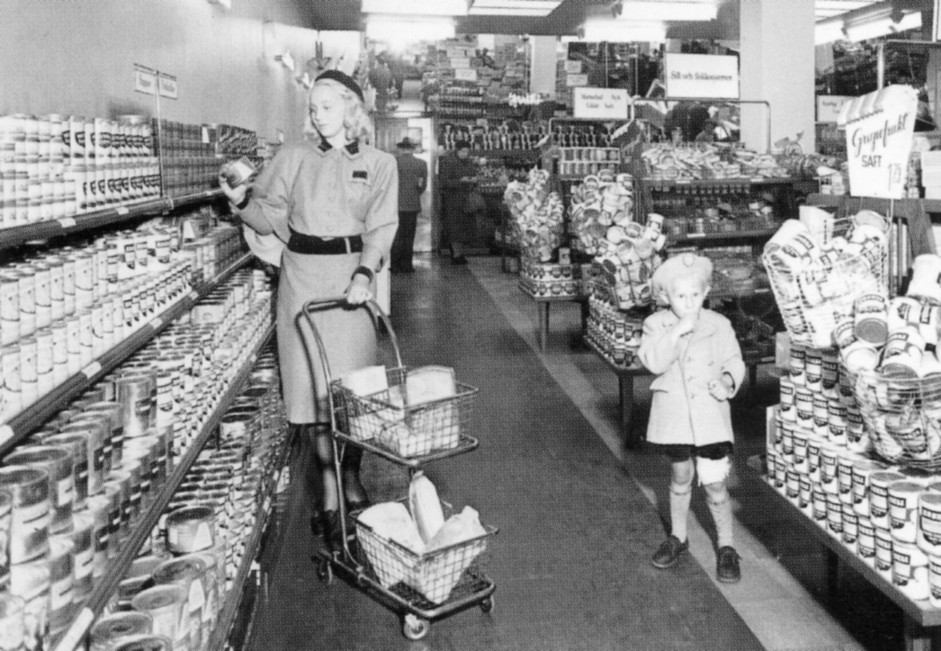
Nesta imagem podemos ver uma pessoa à procura de um bem, cujo consumo se efetuará após a sua compra ou utilização, permitindo satisfazer as necessidades do indivíduo.

O consumo é uma atividade económica (uma das principais, ao lado da produção, distribuição, repartição dos rendimentos e acumulação) que consiste na utilização, destruição ou aquisição de bens ou serviços. Este ato pode ser efetuado pelas famílias, empresas ou outros agentes económicos, tornando-se estes consumidores, permitindo também satisfazer as respectivas necessidades.

## Tipos de consumo

### Consumo essencial e supérfluo
Tendo em conta a natureza das necessidades satisfeitas, os consumos podem classificar-se em essenciais e supérfluos. Os consumos essenciais referem-se à satisfação das necessidades primárias, ou à compra e utilização de bens indispensáveis à nossa sobrevivência, como os alimentos, o vestuário e a educação. Pelo contrário, o consumo supérfluo ou de luxo assenta na satisfação de necessidades secundárias ou terciárias, ou à aquisição e utilização de bens dispensáveis à nossa vida, como os cosméticos.

### Consumo individual e coletivo
Outra forma de distinguir os vários tipos de consumo prende-se com o beneficiário do consumo. Um consumo que é efetuado individualmente, como por exemplo a compra de uma camisola ou a ingestão de alimentos por parte de um indivíduo, é considerado consumo individual, pois o consumo irá apenas satisfazer a necessidade de um indivíduo. É, pelo contrário, considerado um consumo coletivo, um consumo que é efetuado simultaneamente por vários indivíduos, e que irão satisfazer necessidades coletivas. O consumo de serviços públicos, como os serviços de saúde, de educação ou de justiça, constituem exemplos deste tipo de consumo.

### Consumo privado e público
Há ainda classificações do consumo que têm como base o autor do ato de consumir. Neste caso, são duas: o consumo privado e o consumo público. Enquanto que o consumo privado é efetuado por particulares—famílias e empresas—, o consumo público é efetuado pelas Administrações Públicas, como por exemplo o Estado.

### Consumo final e intermédio
Quanto a esta classificação, que se refere à finalidade do próprio consumo, podemos distinguir entre consumo final e consumo intermédiario. No que toca ao consumo final, este prende-se com o facto de o consumo ter como intuito a satisfação direta das necessidades dos agentes em questão, e cujos bens não sofrerão qualquer transformação. Este ato é normalmente efetuado pelas famílias. O consumo intermédio é, contrariamente, feito normalmente pelas empresas, e refere-se à utilização de bens que sofrerão transformações, e que serão incorporados nos bens finais—bens de consumo final. A compra de alimentos por parte de famílias e a compra de matérias-primas para fazer bolos por parte de empresas, por exemplo, são respetivamente consumos finais e intermédios.

### Consumo sustentável
O consumo sustentável ou responsável diz respeito ao consumo de bens respeitadores do ambiente. Incluem-se nesta classificação não só o consumo de produtos reciclados, mas também a rejeição de produtos baseados em recursos não renováveis e a rejeição de bens nocivos, se bem que estes dois últimos não se enquadram perfeitamente no conceito de "consumo", sendo atos assentes na responsabilidade do consumidor.